# Takayuki Kondō
Takayuki Kondō (近藤 孝行?, Kondō Takayuki; 5 giugno 1978) è un doppiatore giapponese.

## Ruoli importanti
- Ano Hana come Tetsudo Hisakawa
- Atelier Rorona: Alchemist of Arland come Tantoris
- Bakugan - Battle Brawlers come Shinjiro Kuso, Rikimaru, Klaus Von Hertzon, Takashi, Preyas Angelo/Predator Angelo
- Basquash! come Naviga Stelte
- Buso Renkin come Kouji Rokumasu
- Godannar come Go Saruwatari
- Kyouran Kazoku Nikki come Midarezaki Ouka
- Luminous Arc 3: Eyes come Reinhart
- Otome yōkai Zakuro come Takatoshi Hanadate
- Pandora Hearts come Fang
- Trauma Center: Second Opinion, Trauma Center: New Blood e Trauma Center: Under the Knife 2 come Derek Stiles
- Phoenix Wright: Ace Attorney - Dual Destinies, Project X Zone 2, Phoenix Wright: Ace Attorney - Spirit of Justice e Teppen come Phoenix Wright
- Shakugan no Shana come Eita Tanaka
- Transformers: Robots in Disguise come Mach Alert/Super Mach Alert
- Trauma Center: Second Opinion come Kousuke Tsukimori (Derek Stiles)
- The Prince of Tennis come Shuichiro Oishi
- Yu-Gi-Oh! (serie animata 2000) come Hiroto Honda (Tristan Taylor (Episodi 1-51))

### Tokusatsu
- Juken Sentai Gekiranger come Mārashiya
- Engine Sentai Go-onger come Pipe Banki